# Sergio Nanotti
Sergio Nanotti (Novara, 29 dicembre 1925 – Fara Novarese, 14 ottobre 2001) è stato un hockeista su pista e allenatore di hockey su pista italiano, campione mondiale nel 1953.

## Carriera

### Hockey Novara
Sergio Nanotti detto "Nano" di ruolo difensore fu un giocatore dell'Hockey Novara anni quaranta e anni cinquanta frutto di quel vivaio novarese che, tra il 1942 e 1944 grazie ai tecnici Vittorio Bottini, Piero Buscaglia e Pierino Rizzotti lanciò in prima squadra giocatori del calibro di Nanotti stesso, Panagini, Monfrinotti, Gallarini, Ghione, Prandi i quali formarono assieme ai veterani Grassi e Ciocala il pluriscudettano Hockey Novara del secondo dopoguerra. 
Nanotti vinse gli scudetti del '46, '47, '49, '50, '58, '59.
È scomparso nel 2001.

### La nazionale italiana
Nanotti debuttò con la maglia della Nazionale italiana nel 1951 in occasione del torneo di Montreux.

## Palmarès

### Giocatore

#### Club

##### Competizioni nazionali
- Campionato italiano: 6

Novara: 1946, 1947, 1949, 1950, 1958, 1959

#### Nazionale
- Campionati del mondo: 1

Ginevra 1953
- Campionati d’Europa: 1

Ginevra 1953

### Libri
- Gianfranco Capra, Quaderni novaresi. Lino Grassi la storia dell'hockey, Novara, Zen iniziative, 2008.
- Gianfranco Capra Mario Scendrate, Hockey su pista in Italia e nel mondo, Novara, S.E.N., 1984.
- Fernando Castro, Campeonatos do mundo de hóquei em patins: contributos para a sua história, Despertar Memórias, agosto 2011.

### Pubblicazioni
- Gianfranco Capra Mario Scendrate, Hockey Novara. Tutti i nazionali, in Enciclopedia dello sport di Novara e VCO, supplemento al periodico "Tribuna Sportiva", 25 ottobre 1993, n. 66, Novara, 1993.
- Gianfranco Capra, Gli scudetti degli anni '40-'50, in Enciclopedia dello sport di Novara e VCO, supplemento al periodico "Tribuna Sportiva", 27 settembre 1993, n. 58, Novara, 1993.